# Klaus von See
Klaus von See (Altendorf, 10 agosto 1927 – Francoforte sul Meno, 30 agosto 2013) è stato uno storico tedesco, esperto in scandinavistica e germanistica medievale.

## Biografia
Klaus von See ha studiato storia, germanistica e scandinavistica presso l'Università di Amburgo e ha conseguito il dottorato nell'anno 1953 con lo storico Hermann Aubin.
Dopo aver completato anche gli studi in giurisprudenza e aver accettato, nel 1957, l'incarico di Assistente presso l'Istituto germanico di Amburgo, si dedicò con sempre maggior interesse alla filologia germanica e in particolar modo a quella scandinava. 
Nell'anno 1962 Von See ha conseguito l'abilitazione con un lavoro di filologia e di storia del Diritto (Concetti giuridici del nordico antico e saggi filologici riguardanti l'interpretazione giuridica dei germani), avendo come relatore lo scandinavista Hans Kuhn di Kiel.
In seguito a questa abilitazione, il Professor von See ottenne una cattedra presso l'Istituto germanico dell'Università di Francoforte sul Meno, dove rimase fino al pensionamento in qualità di professore emerito.
Gli vennero offerte cattedre anche presso l'Università di Saarbrücken (Nel 1963), di Colonia (Nel 1965), di Kiel (Nel 1968) e di Bonn (Nel 1976) che però rifiutò preferendo rimanere a Francoforte.
Grazie alle trattative che permisero un continuo sviluppo dell'Istituto Nordico che fu incluso nel Seminario di Germanistica, nel 1976 fu resa possibile la fondazione dell'Istituo Scandinavista, di cui von See fu il primo direttore.
Nei 25 volumi da lui pubblicati, egli non articolò le opere (come quelle precedenti di Oskar Walzel) secondo la letteratura nazionale ma le suddivise per epoche ideando quindi un'opera letteraria comparata.
Dall'anno 1993, Klaus von See fu a capo del Progetto DFG a lungo termine chiamato EDDA-KOMMENTAR. Tale progetto, di cui finora sono stati pubblicati cinque volumi, fu ideato e fondato da lui.

## Premi ricevuti
Klaus von See fu nominato cavaliere dell'Ordine Dannebrog, Honorary Life Member del Viking Society for Northern Research a Londra e gli venne conferita la croce di Cavaliere dell'Ordine islandese col falcone.

## Opere
- Altnordische Rechtswörter. Philologische Studien zur Rechtsauffassung und Rechtsgesinnung der Germanen (Hermaea/N.F.; Bd. 16). Niemeyer, Tübingen 1962 (Habilitationsschrift).
- Germanische Verskunst (Sammlung Metzler). Metzler, Stuttgart 1967.
- Deutsche Germanen-Ideologie. Vom Humanismus bis zur Gegenwart. Athenäum-Verlag, Frankfurt/M. 1970.
- Germanische Heldensage. Stoffe, Probleme, Methoden; eine Einführung. 2. Auflage. VG Athenaion, Wiesbaden 1981, ISBN 3-7997-7032-1 (EA Wiesbaden 1971).
- Barbar, Germane, Arier. Die Suche nach der Identität der Deutschen. Winter, Heidelberg 1994, ISBN 3-8253-0210-5.
- Kommentar zu den Liedern der Edda. Winter, Heidelberg 1997–2012 (7 Bde, zusammen mit Beatrice La Farge, Katja Schulz u. a.).
- Europa und der Norden im Mittelalter. Winter, Heidelberg 1999, ISBN 3-8253-0935-5.
- Die Göttinger Sieben. Kritik einer Legende (Beiträge zur neueren Literaturgeschichte/3; Bd. 155). 3. Auflage. Winter, Heidelberg 2000, ISBN 3-8253-1058-2 (EA Heidelberg 1997).
- Freiheit und Gemeinschaft. Völkisch-nationales Denken in Deutschland zwischen Französischer Revolution und Erstem Weltkrieg. Winter, Heidelberg 2001, ISBN 3-8253-1217-8.
- Königtum und Staat im skandinavischen Mittelalter. Winter, Heidelberg 2002, ISBN 3-8253-1378-6 (zugl. Dissertation, Universität Hamburg).
- Texte und Thesen. Streitfragen der deutschen und skandivavischen Geschichte. Winter, Heidelberg 2003, ISBN 3-8253-1433-2 (mit einem Vorwort von Julia Zernack).
- Ideologie und Philologie. Aufsätze zur Kultur- und Wissenschaftsgeschichte (Frankfurter Beiträge zur Germanistik; Bd. 44). Winter, Heidelberg 2006, ISBN 3-8253-5221-8.

come redattore
- Neues Handbuch der Literaturwissenschaft. VG Athenaion, Wiesbaden 1972ff (25 Bände).
- Die Strindberg-Fehde. Suhrkamp, Frankfurt/M. 1987, ISBN 3-518-38508-9.
- Victor Hehn: Olive, Wein und Feige. Kulturhistorische Skizzen. Insel-Verlag, Frankfurt/M. 1992, ISBN 3-458-33127-1.
- Heinrich Luden, Johanna Schopenhauer: Die Schlacht von Jena und die Plünderung Weimars im Oktober 1807. Winter, Heidelberg 2007, ISBN 978-3-8253-5268-4 (zusammen mit Helena Lissa Wiessner).

come traduttore
- Das Jütsche Recht. Valdemar II. König von Dänemark („Den jyske lov“). Böhlau, Weimar 1960 (aus dem Altdänischen übersetzt).

## Letteratura
- Gerd Wolfgang Weber (Hrsg.): Idee, Gestalt, Geschichte. Studien zur europäischen Kulturtradition. Festschrift Klaus von See. University Press, Odense 1988, ISBN 87-7492-697-7 (mit einem Vorwort Zu Werk und Wissenschaft des Germanisten Klaus von See und einer Bibliographie Klaus von Sees bis 1988 S. 713–719).
- Bibliographie Klaus von Sees von 1989 bis 2002. In: Texte und Thesen. Streitfragen der deutschen und skandinavischen Geschichte. Winter, Heidelberg 2003, ISBN 3-8253-1433-2, S. 305–309.
- Kürschners Deutscher Gelehrten-Kalender 2009. 22. Ausgabe. K. G. Saur Verlag, München 2009, ISBN 978-3-598-23629-7.
- Notker Hammerstein: Die Johann Wolfgang Goethe Universität Frankfurt am Main, Bd. 2: Nachkriegszeit und Bundesrepublik 1945–1972. Wallstein-Verlag, Göttingen 2012, ISBN 978-3-8353-0550-2, S. 567–570.
- Julia Zernack: Klaus von See 1927–2013. In: European Journal of Scandinavian Studies 44, 1 (2014), S. 1–3.

| Controllo di autorità | VIAF (EN) 49240355 · ISNI (EN) 0000 0001 1061 3570 · LCCN (EN) n80121006 · GND (DE) 118867962 · BNF (FR) cb12030569d (data) · J9U (EN, HE) 987007277111105171 |